# Catholic University of Health and Allied Sciences
Die Catholic University of Health and Allied Sciences (CUHAS) (suaheli Chuo Kikuu Katoliki cha Afya na Sayansi) ist eine private römisch-katholische Universität in Bugando-Mwanza (Tansania).

## Geschichte
1994 beschloss die tansanische Bischofskonferenz (Tanzania Episcopal Conference (TEC)) die Errichtung eines eigenständigen Bugando University College of Health Sciences an der St.-Augustinus-Universität Tansania, das später in Weill Bugando University College of Health Sciences umbenannt wurde. 2003 wurde das College schließlich eigenständig und damit die zweite katholische Universität in Tansania. Die Universität liegt auf dem Gelände des Bugando Medical Center (BMC), das über ein akademisches Lehrkrankenhaus mit 870 Betten verfügt.

## Studienangebot
Derzeit werden folgende Ausbildungs- und Studiengänge angeboten:
- Programme, die mit einem Diplom abschließen (= medizinische Ausbildungsberufe):
  - 3-jähriges Diploma in Pharmaceutical Sciences (Ausbildung vergleichbar mit der zum Medizinisch-technischen Assistenten).
  - 3-jähriges Diploma in Medical Laboratory Science& Technology (Ausbildung vergleichbar mit der zum Pharmazeutisch-technischen Assistenten).
  - 3-jähriges Diploma in Diagnostic Radiography (Ausbildung vergleichbar mit der zum Radiologieassistenten).

- Universitäre grundständige Studiengänge:
  - 5-jähriger Studiengang Doctor of Medicine (MD) (vergleichbar dem Studium der Medizin).
  - 4-jähriger Studiengang Bachelor of Pharmacy (B.Pharm) (vergleichbar dem Pharmaziestudium).
  - 2-, 3- oder 4-jähriger Studiengang Bachelor of Science in Nursing Education (B.Sc.NED).
  - 3-jähriger Studiengang Bachelor of Medical Laboratory Sciences (vergleichbar der Ausbildung zum medizinisch-wissenschaftlichen Laboranten).
  - 3- oder 4-jähriger Studiengang Bachelor of Science in Nursing (BSc.N) (vergleichbar der Ausbildung zur Hebamme).

- Universitäre Konsekutive bzw. postgraduale Studiengänge:
  - 3-jähriger Master of Medicine (M. Med) mit Spezialisierung in Innerer Medizin, Geburtshilfe, Gynäkologie, Chirurgie, Pädiatrie oder Anästhesie.
  - 1-jähriger Master of Public Health (MPH).
  - 3-jähriger Doctor of Philosophy (Ph. D).